# Сарыев, Апбай
Апбай Сарыев (1901 — июнь 1976) — старший чабан каракулеводческого совхоза «Сайван» (находился на территории Бахарденского района Ашхабадской области). Герой Социалистического Труда (1948).

## Биография
Родился в 1901 году в Хивинском ханстве (ныне Ахалский велаят, Туркмения) в семье потомственного скотовода. По национальности был туркменом.
С детства начал помогать семье в животноводстве. После образования в Бахарденском районе каракулеводческого совхоза «Сайван», начал там работать на должности чабана по выращиванию тонкорунных овец.
В 1947 году Сарыев получил 93,8 процента каракульских смушек первых сортов и 111 ягнят к отбивке, включая забитых на смушки каждые 100 каракульских маток от имевшихся на начало года 546 маток. 
15 сентября 1948 года указом Президиума Верховного Совета СССР «за получение высокой продуктивности животноводства в 1947 году» Сарыеву было присвоено звание Героя Социалистического Труда. 
Апбай Сарыев продолжал работать в этом совхозе вплоть до своей смерти в июне 1976 года.

## Награды
15 сентября 1948 года Апбай Сарыев был награждён званием Героя Социалистического Труда, с вручением медали «Серп и Молот» (№ 2952) и ордена Ленина (№ 80182). Также имел ряд медалей.